# Marty Conlon
Martin «Marty» Mcbride Conlon  (Bronx, Nueva York, 19 de enero de 1968) es un exjugador de baloncesto estadounidense. Con 2,11 de estatura, jugaba en la posición de pívot. También poseía la nacionalidad irlandesa.

## Equipos
- High School. Archbishop Stepinac (White Plains, New York).
- 1986-1990 Providence University.
- 1990-1991 Rockford Lightning.
- 1991-1992 Seattle Supersonics.
- 1992-1993 Sacramento Kings.
- 1993-1994 Rockford Lightning. Juega 21 partidos.
- 1993-1994 Charlotte Hornets.
- 1993-1994 Washington Bullets.
- 1994-1996 Milwaukee Bucks.
- 1996-1997 Boston Celtics.
- 1996-1997 Teamsystem Bolonia. Cinco partidos
- 1997-1999 Miami Heat.
- 1999-2000 Los Angeles Clippers. Tres partidos
- 1999-2000 Baloncesto Fuenlabrada. Entra por Oriol Junyent.
- 2000-2001 Muller Verona.
- 2001-2002 BC Maroussi Atenas.
- 2002-2003 Pompea Napoli.
- 2003-2004 Club Baloncesto Murcia
- 2004-2005 Pompea Napoli.

## Estadísticas de su carrera en la NBA

### Temporada regular
| Año     | Equipo        | PJ  | PT | MPP  | %TC  | %3P  | %TL   | RPP | APP | ROB | TPP | PPP  |
| ------- | ------------- | --- | -- | ---- | ---- | ---- | ----- | --- | --- | --- | --- | ---- |
| 1991–92 | Seattle       | 45  | 1  | 8.5  | .475 | .000 | .750  | 1.5 | 0.3 | 0.2 | 0.2 | 2.7  |
| 1992–93 | Sacramento    | 46  | 0  | 10.2 | .474 | .000 | .704  | 2.7 | 0.8 | 0.3 | 0.1 | 4.8  |
| 1993–94 | Charlotte     | 16  | 8  | 23.6 | .606 | .000 | .816  | 5.6 | 1.8 | 0.3 | 0.4 | 10.2 |
| 1993–94 | Washington    | 14  | 1  | 14.4 | .518 | .000 | .800  | 3.6 | 0.4 | 0.3 | 0.1 | 5.0  |
| 1994–95 | Milwaukee     | 82  | 3  | 25.2 | .532 | .276 | .613  | 5.2 | 1.3 | 0.5 | 0.2 | 9.9  |
| 1995–96 | Milwaukee     | 74  | 1  | 12.9 | .468 | .167 | .764  | 2.4 | 0.9 | 0.3 | 0.1 | 5.3  |
| 1996–97 | Boston        | 74  | 15 | 21.8 | .471 | .200 | .842  | 4.4 | 1.4 | 0.6 | 0.2 | 7.8  |
| 1997–98 | Miami         | 18  | 0  | 11.6 | .452 | .000 | .727  | 2.6 | 0.7 | 0.5 | 0.3 | 4.9  |
| 1998–99 | Miami         | 7   | 0  | 5.0  | .231 | .000 | 1.000 | 0.7 | 0.1 | 0.0 | 0.1 | 1.1  |
| 1999–00 | L.A. Clippers | 3   | 0  | 3.0  | .500 | .000 | .000  | 0.7 | 0.0 | 0.0 | 0.0 | 0.7  |
| Total   | Total         | 379 | 29 | 16.7 | .498 | .200 | .735  | 3.5 | 1.0 | 0.4 | 0.2 | 6.5  |

### Playoffs
| Año     | Equipo  | PJ | PT | MPP  | %TC  | %3P  | %TL   | RPP | APP | ROB | TPP | PPP |
| ------- | ------- | -- | -- | ---- | ---- | ---- | ----- | --- | --- | --- | --- | --- |
| 1991–92 | Seattle | 1  | 0  | 1.0  | .000 | .000 | 1.000 | 1.0 | 0.0 | 0.0 | 0.0 | 2.0 |
| 1997–98 | Miami   | 3  | 0  | 15.3 | .429 | .000 | .500  | 1.3 | 1.0 | 0.3 | 0.3 | 2.3 |
| Total   | Total   | 4  | 0  | 11.8 | .375 | .000 | .750  | 1.3 | 0.8 | 0.3 | 0.3 | 2.3 |